# Rhinolophus borneensis
Rhinolophus borneensis е вид прилеп от семейство Подковоносови (Rhinolophidae). Видът не е застрашен от изчезване.

## Разпространение и местообитание
Разпространен е във Виетнам, Индонезия (Калимантан и Ява), Камбоджа, Лаос и Малайзия (Сабах и Саравак).
Обитава скалисти райони, гористи местности и пещери.